# Gerorisuto
  'Gerorisuto'   | ゲロリスト es un corto cine experimental 1986 por el cineasta japonés Shozin Fukui. La película sigue a una joven en el metro de Tokio, que puede ser poseído.

## Lanzamiento
A pesar de estar hecha originalmente en 1986,  Gerorisuto no fue lanzada oficialmente en Japón hasta principios de 1990.
- Datos: Q5552458